# Gharb Darfur

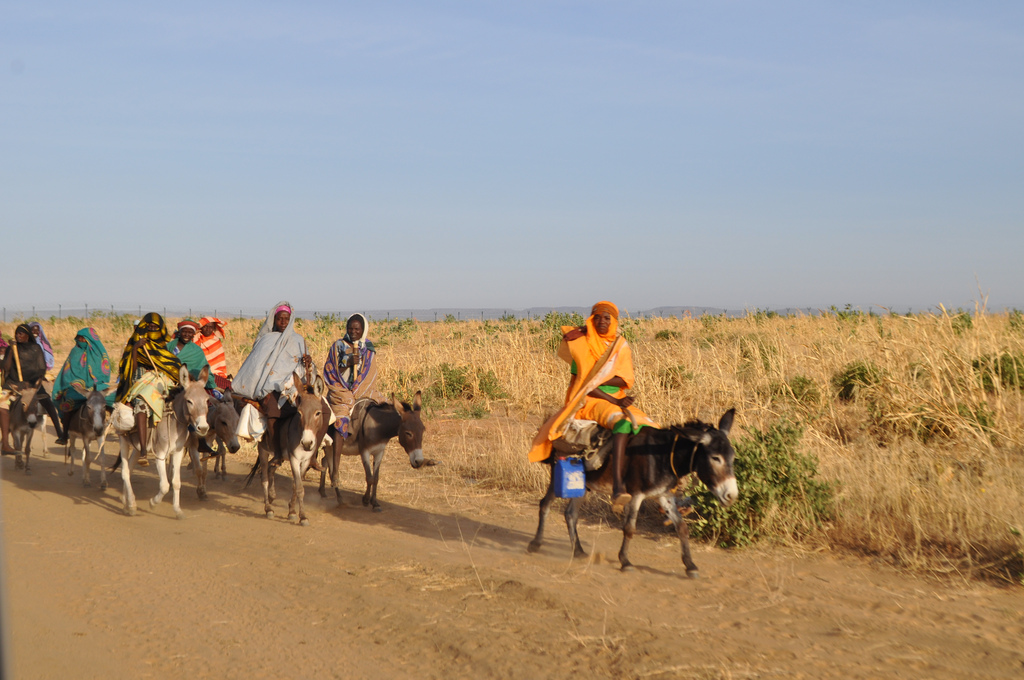
In West-Darfur unterwegs

Gharb Darfur (arabisch غرب دارفور, deutsch West-Darfur) ist ein Bundesstaat im Sudan.
Er hat eine Fläche von 79.460 km² und gemäß dem Zensus von 2008 rund 1,3 Millionen Einwohner, eine Angabe, die allerdings umstritten ist, da sie im Kontext des Darfur-Konflikts steht und etliche Gebiete sowie sämtliche Vertriebenenlager nicht einbezogen wurden. Seine Hauptstadt ist al-Dschunaina.

## Geographie
Gharb Darfur ist der westlichste Bundesstaat des Sudan und gehört zur Sahelzone. Gharb Darfur ist eine teilweise gebirgige Region, die trotzdem bessere Voraussetzungen für die Landwirtschaft bietet als viele andere Gebiete im Sudan.

## Geschichte
Von 1919 bis 1974 gehörte das Gebiet des heutigen Bundesstaates Gharb Darfur zur Provinz Darfur. 1974 wurde diese Provinz in eine südliche und eine nördliche Provinz geteilt, sodass das Gebiet von Gharb Darfur im Norden zur Provinz Schamal Darfur und im Süden zur Provinz Dschanub Darfur gehörte. Von 1991 bis 1994 gehörte das Gebiet von Gharb Darfur wieder zum neu geschaffenen Bundesstaat Darfur, der in den Grenzen der Provinz Darfur von 1919 bis 1974 glich. Am 14. Februar 1994 wurde Darfur erneut geteilt, diesmal in die drei Bundesstaaten Schamal, Dschanub und Gharb Darfur.